# INSEP
L'INSEP (Institut national du sport, de l'expertise et de la performance) è un centro statale francese di eccellenza nelle attività sportive situato presso il Bois de Vincennes a Parigi.

## Storia
Il centro è nato nel 1975 dalla fusione tra l'INS (Institut national des sports) e l'ENSEP (École Normale Supérieure d'Éducation Physique) e prepara circa 26 specialità.

## Alunni celebri
- Atletica: Christine Arron, Arnaud Assoumani, Dimitri Bascou, Vanessa Boslak, Ladji Doucouré, Stéphane Diagana, Assia El Hannouni, Jean Galfione, Floria Gueï, Muriel Hurtis, Nantenin Keita, Eloyse Lesueur, Pascal Martinot-Lagarde, Alain Mimoun, Antoinette Nana-Djimou, Marie-José Pérec, Teddy Tamgho, Jimmy Vicaut, Pierre-Ambroise Bosse
- Canoa: Maxime Beaumont, Gauthier Klauss, Matthieu Péché
- Canottaggio: Julien Bahain, Christine Gossé, Sébastien Lenté, Hélène Lefebvre, Sébastien Vieilledent
- Ciclismo: Félicia Ballanger, Florian Rousseau, Arnaud Tournant, Grégory Baugé, Michaël D'Almeida, François Pervis
- Ginnastica: Ludivine Furnon, Émilie Le Pennec, Benoît Caranobe, Thomas Bouhail, Hamilton Sabot, Isabelle Severino, Youna Dufournet, Pauline Morel, Anne Kuhm, Marine Petit, Kséniya Moustafaeva, Claire Martin, Camille Bahl, Marine Boyer, Marine Brevet
- Judo: Clarisse Agbegnenou, Émilie Andéol, Fabien Canu, David Douillet, Djamel Bouras, Shirley Elliot, Gévrise Émane, Cyrille Maret, Marie-Claire Restoux, Teddy Riner, Audrey Tcheuméo, Stéphane Traineau
- Lotta: Ghani Yalouz, Christophe Guenot, Steeve Guenot, Mélonin Noumonvi
- Nuoto: Malia Metella
- Nuoto sincronizzato: Muriel Hermine, Virginie Dedieu, Laura Augé, Margaux Chrétien
- Badminton: Pi Hongyan, Brice Leverdez, Sandra Dimbour.
- Pallacanestro: Yannick Bokolo, Boris Diaw, Clémence Beikes, Jennifer Digbeu, Céline Dumerc, Evan Fournier, Elodie Godin, Émilie Gomis, Florence Lepron, Cathy Melain, Emmeline Ndongue, Tony Parker, Ronny Turiaf, Julien Doreau, Laure Savasta, Evan Fournier, Sandrine Gruda, Endéné Miyem, Alexia Chartereau, Iliana Rupert
- Pentathlon moderno: Valentin Belaud, Elodie Clouvel, Christopher Patte, Valentin Prades
- Ping Pong: Patrick Chila, Jean-Philippe Gatien, Christophe Legoût,  Emmanuelle Coubat, Simon Gauzy, Emmanuel Lebesson
- Pugilato: Brahim Asloum, Souleymane Cissokho, Myriam Lamare, Estelle Mossely, Sofiane Oumiha, Sarah Ourahmoune, Jérôme Thomas, Alexis Vastine, Tony Yoka
- Scherma: Valérie Barlois,  Cécilia Berder, Yannick Borel, Astrid Guyart, Brice Guyart, Boris Sanson, Jean-François Lamour, Éric Srecki, Pascal Massuel, Daniel Jerent, Gauthier Grumier, Jean-Michel Lucenay, Jérémy Cadot, Jean-Paul Tony Helissey, Enzo Lefort, Erwann Le Péchoux, Laura Flessel-Colovic, Sophie Moressee-Pichot, Maureen Nisima, Gaël Touya, Damien Touya
- Sollevamento pesi: Agnès Chiquet, Vencelas Dabaya
- Taekwondo: Mickaël Borot, Gwladys Épangue,  Pascal Gentil, Anne-Caroline Graffe, Marlène Harnois, Haby Niaré
- Tennis: Amélie Mauresmo, Guy Forget, Jo-Wilfried Tsonga, Gaël Monfils, Julien Benneteau, Gilles Simon, Josselin Ouanna, Nicolas Mahut, Nathalie Dechy, Geoffrey Blancaneaux, Lucas Pouille
- Tiro: Jean-Pierre Amat, Céline Goberville
- Tiro con l'arco: Sébastien Flute, Jean-Charles Valladont
- Tuffi: Julie Danaux, Odile Arboles-Souchon, Benjamin Auffret, Loïs Szymczak